# Fascisme ordinaire
Pour plus de détails, voir Fiche technique et Distribution.
Fascisme ordinaire (en russe : Obyknovenny fashizm; Обыкновенный фашизм) est un film soviétique en deux épisodes réalisé par Mikhail Romm et sorti en 1965.
L'œuvre est principalement constituée d'extraits commentés de films d'archives qui décrivent l'ascension et la chute du fascisme, en particulier en Allemagne nazie. L'Holocauste en particulier y est montré. On y repère aussi les parallèles avec le stalinisme.
Le film reçoit le prix Goldene Taube au Festival international du film documentaire et du film d'animation de Leipzig. Toutefois, les critiques soviétiques reprochent au réalisateur ne pas avoir opposé le système capitaliste au système socialiste dans sa recherche des origines du mal et de ne pas avoir mis l'accent sur la victoire soviétique durant la Seconde Guerre mondiale. 

## Le film
Mikhail Romm s'inspire du style de la cinéaste soviétique Esther Choub qui réalisait ses films de compilation, en y insérant des documents filmés inédits et d'autre matériaux préexistants (elle a ainsi réalisé un film sur la chute de la dynastie des Romanov, Padenije dinastii Romanowych ).
Romm a ainsi utilisé du matériel appartenant aux archives allemandes et à des organisations antifascistes d'après-guerre, des archives photographiques et des archives militaires saisies à l'armée allemande pour réaliser son documentaire.
Disciple d'Eisenstein, de Dziga Vertov et de Vsevolod Poudovkine, Romm, utilise magistralement un montage expressif, un concept musical et l'emploi du langage journalistique pour décrire le régime nazi. Les images d'archives en contrepoint, la voix off et la musique du film ont un impact émotionnel fort sur le spectateur.
Une curiosité est que le narrateur est Romm en personne. Initialement, le cinéaste cherchait un bon orateur pour ce travail, mais quand ses collaborateurs ont entendu les versions de travail du réalisateur, ils lui conseillèrent d'enregistrer sa propre voix. Son vocabulaire et l'intonation particulière de son commentaire sont devenus les principales caractéristiques d'identification de son film.
Mikhail Romm répète certaines séquences comme celle de l'embrassade d'un officiel du parti nazi et de l'industriel Alfried Krupp, soulignant la servilité du parti nazi envers le capital. Il utilise également l'arrêt sur image, en particulier pour les visages des dirigeants nazis aux expressions faciales des plus inesthétiques. En utilisant de telles techniques, Romm montre sa grande maîtrise des différentes techniques cinématographiques pour transmettre son message des plus convaincants sur la nature totalitaire du régime nazi et de sa manipulation de la conscience.

## Fiche technique
- Titre : Fascisme ordinaire
- Titre original : Obyknovenny fashizm
- Réalisation : Mikhail Romm
- Scénaristes : Youri Khanioutine (ru), Mikhail Romm, Maïa Tourovskaïa[8]
- Musique : Alemdar Karamanov
- Cinématographie : Guerman Lavrov (ru)[8]
- Montage : Valentina Koulaguina, Mikhail Romm[8]
- Genre : film documentaire
- Dates de sortie :
  -  Union soviétique : décembre 1965
  -  Royaume-Uni : juillet 1966
  -  États-Unis : février 1968
  -  Belgique : 16 octobre 1970
- Durée : 138 minutes
  - Allemagne : 133 minutes
  - États-Unis : 82 minutes
  - Japon : 129 minutes
- Pays :  Union soviétique
- Couleurs : noir et blanc
- Langue : russe

## Distribution
Narrateurs
- Mikhail Romm
- Jūkichi Uno (version japonaise)

Eux-mêmes
- Marlène Dietrich
- Joseph Goebbels
- Hermann Göring
- Adolf Hitler
- Joseph Staline